# Fuero Juzgo

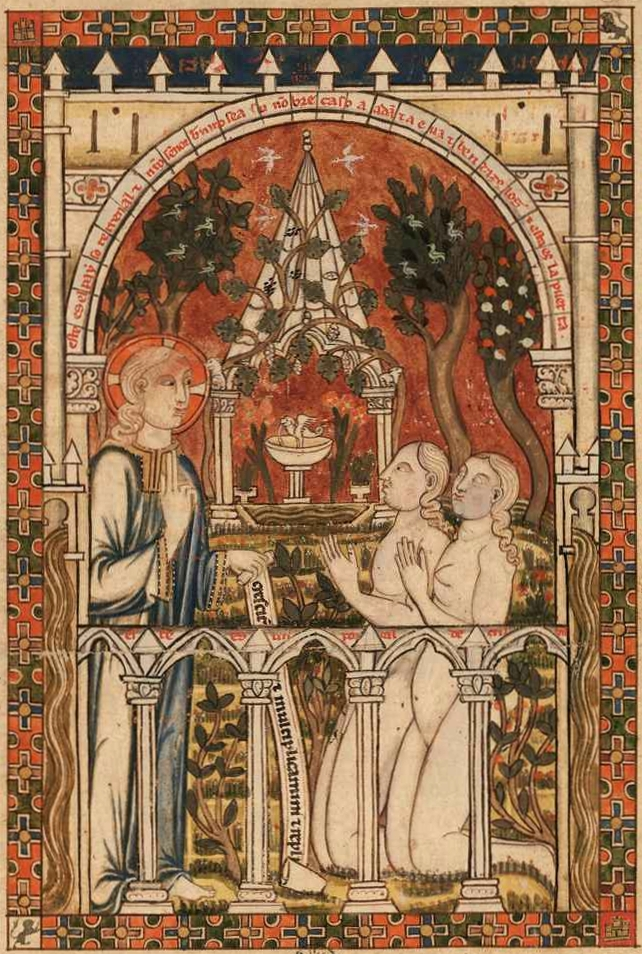
Miniatura del Fuero Juzgo.

El Fuero Juzgo es la traducción romance del Liber Iudiciorum o Lex gothica, código legal visigodo promulgado primero por Recesvinto en el año 654 y posteriormente, en una versión completada, por Ervigio (681). 

## Historia
Esta versión romance se ha atribuido tradicionalmente al rey Fernando III y se da como fecha de realización el año 1241, sin embargo, no hay pruebas de ello salvo lo que dice un documento fechado el 3 de marzo de 1241:

Estas son las cosas que yo don Ferrando rey do e otorgo al conceio de Cordoua por fuero. […] Otorgo et mando que el Libro Iudgo que les yo do, que ge lo mandaré trasladar en romanz et que sea lamado fuero de Córdoua con todas estas cosas sobredichas, et que lo ayan siempre por fuero et nenguno sea osado de lamarle de otra guisa sinon fuero de Córdoua.

 Por otra parte, según parece, no es la primera versión romance de este código, pues hay una versión catalana del siglo XII de la que se conservan tres folios procedentes de dos manuscritos distintos en los archivos de la catedral de la Seo de Urgel y de la Abadía de Montserrat. Otros autores indican que la versión asturiana conservada en la biblioteca del Estado de Baviera (Manuscrito Hisp. 28 Munich Staatsbibliothek) podría ser anterior, al ser una copia del siglo XI fechada en el XIII. Sin embargo, F.J. Ortega, en un artículo titulado Comentarios a las 'Sentencias' de Isidoro de Sevilla, afirma que en el filósofo hispalense se aprecia una recopilación jurídica que constituye el antecedente inmediato del Fuero Juzgo. También parece que existió una traducción al árabe. 

## Características y fuentes
El Fuero Juzgo consta de unas 500 leyes, divididas en doce libros y cada uno de ellos subdividido en varios títulos. Destacan, entre otras disposiciones, los supuestos en que se autorizaba el divorcio, el deber cívico de acudir "a la hueste", los diferentes tipos de contratos y el procedimiento en los juicios (para más detalles véase el artículo sobre el Liber Iudiciorum).
Las fuentes del Fuero Juzgo son códigos visigodos anteriores, derecho romano e intervenciones de personajes eclesiásticos importantes –la llamada influencia canónica– que influyeron en el texto revisándolo o haciendo sugerencias, como por ejemplo el obispo San Braulio de Zaragoza.
El Fuero Juzgo fue el cuerpo de leyes que rigió en la Hispania Visigoda y supuso el establecimiento de una norma de justicia común para visigodos e hispanorromanos, sometiendo por igual...

' (...) á los barones, cuemo a las mugieres, é a los grandes cuemo á los pequennos'.

El Fuero Juzgo se aplicó como derecho local, en calidad de fuero municipal, en los territorios meridionales según progresaba la reconquista castellana. Su primera referencia como norma vigente y aplicable la encontramos en Córdoba. En 1348, el Ordenamiento de Alcalá le otorgó preeminencia legal sobre Las Partidas.
El Fuero Juzgo mantuvo su vigencia hasta la aprobación del Código Civil a finales del siglo XIX. En la actualidad sigue vigente como derecho foral civil supletorio en el País Vasco, Navarra y Aragón. Otros autores, en cambio, consideran que el derecho civil supletorio vigente en parte del País Vasco, Navarra y Aragón no tiene nada que ver con el derecho visigodo y sí, en cambio, con del derecho consuetudinario propio de las regiones pirenaicas[cita requerida].
El Fuero Juzgo fue impreso por vez primera en lengua latina en París en 1579 bajo el título "Codicis Legum Wisighotorum Libri XII" y su primera impresión en castellano corresponde a la edición bilingüe latín-castellano en 1600 de Alonso de Vascuñana y Montoya bajo el título de Forus antiquus gothorum regum Hispaniae, olim liber iudicum, hodie Fuero Juzgo".